# ハート・イン
- ジェイアール西日本デイリーサービスネット > ハート・イン
- セブン-イレブン > ハート・イン

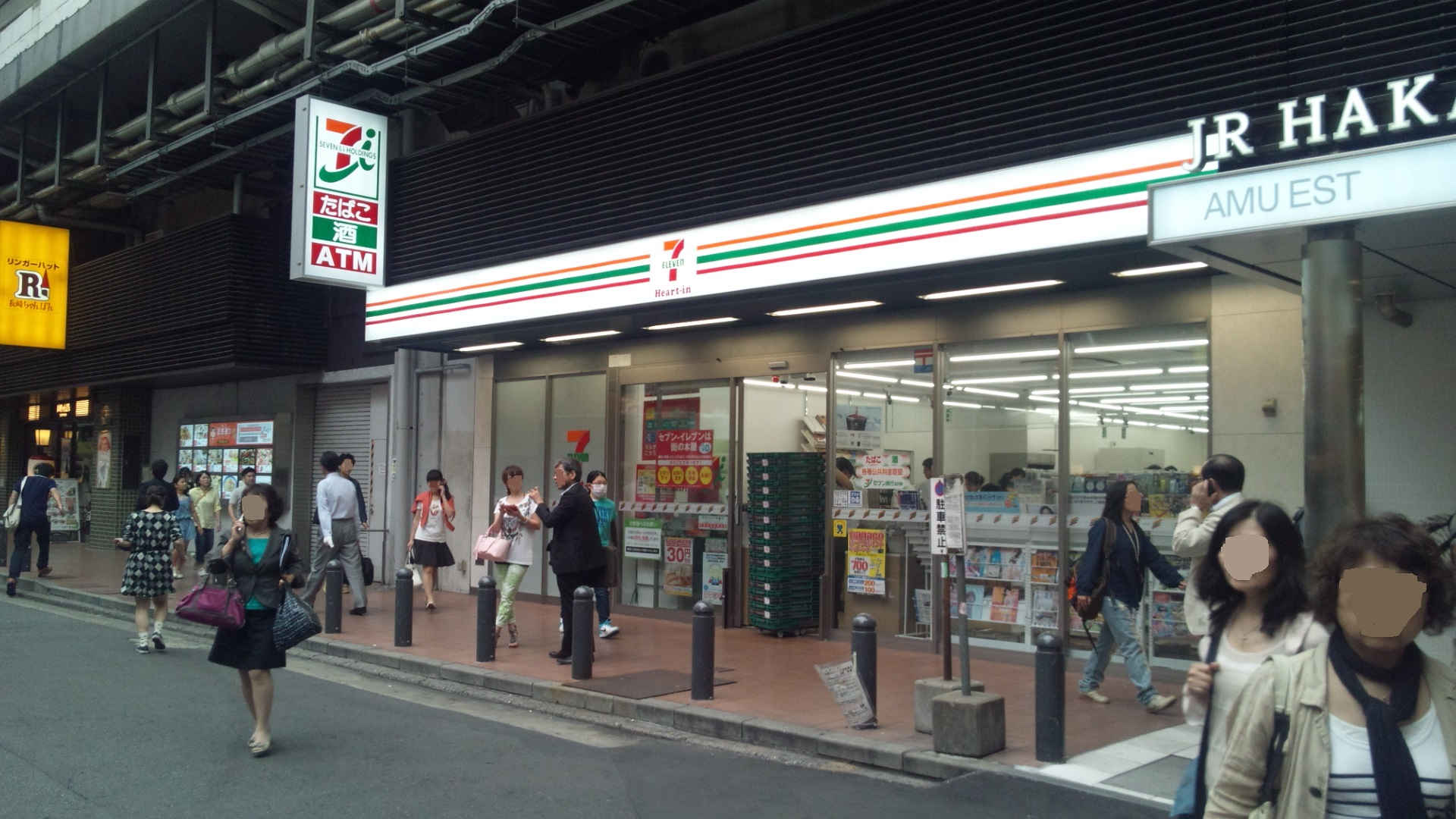
セブン-イレブン Heart･in 博多駅筑紫口店

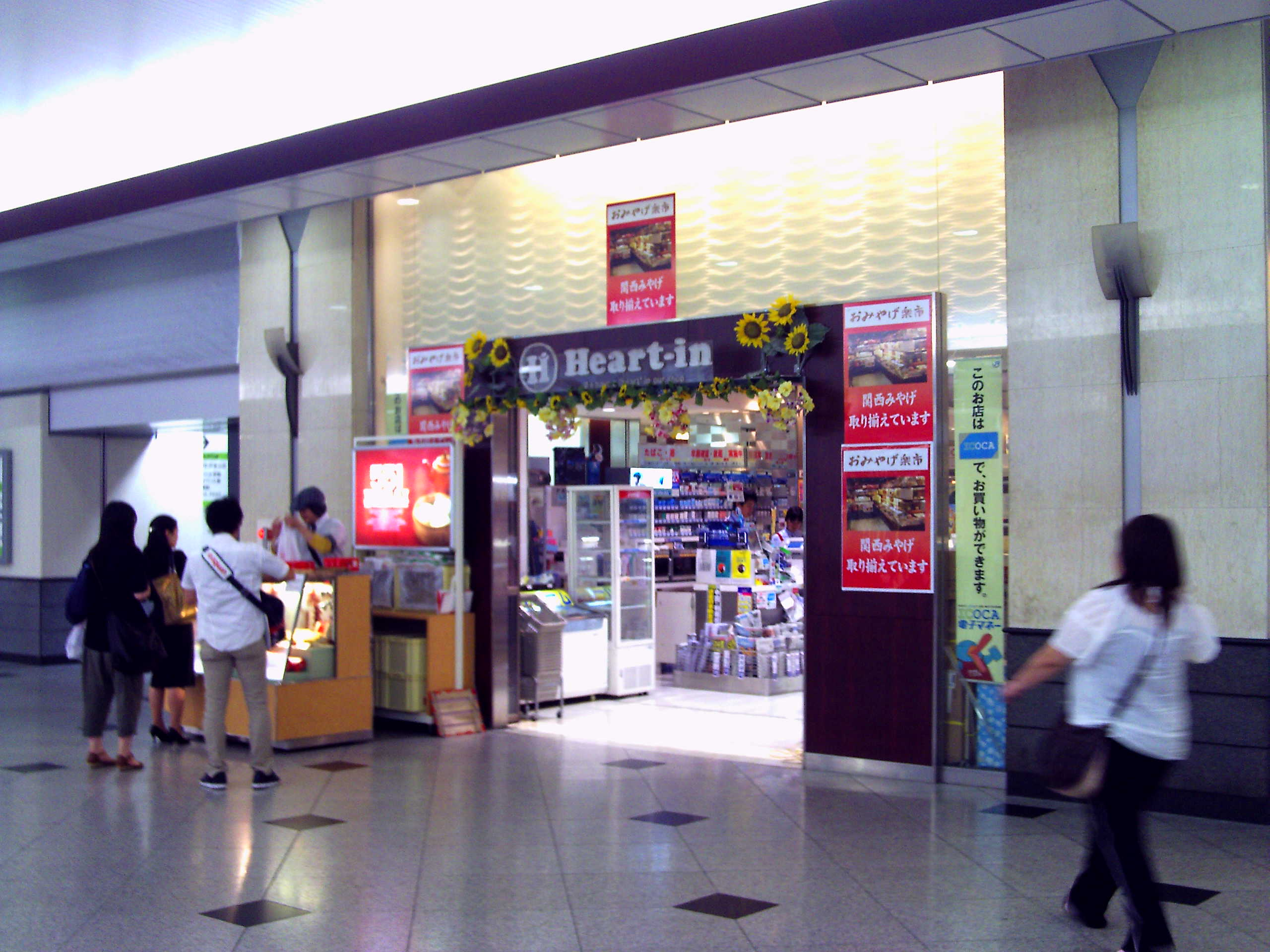
大阪駅改札外にあったハート・イン大阪駅構内店（2010年8月撮影、現在は「セブン-イレブン Heart･in」として営業中）

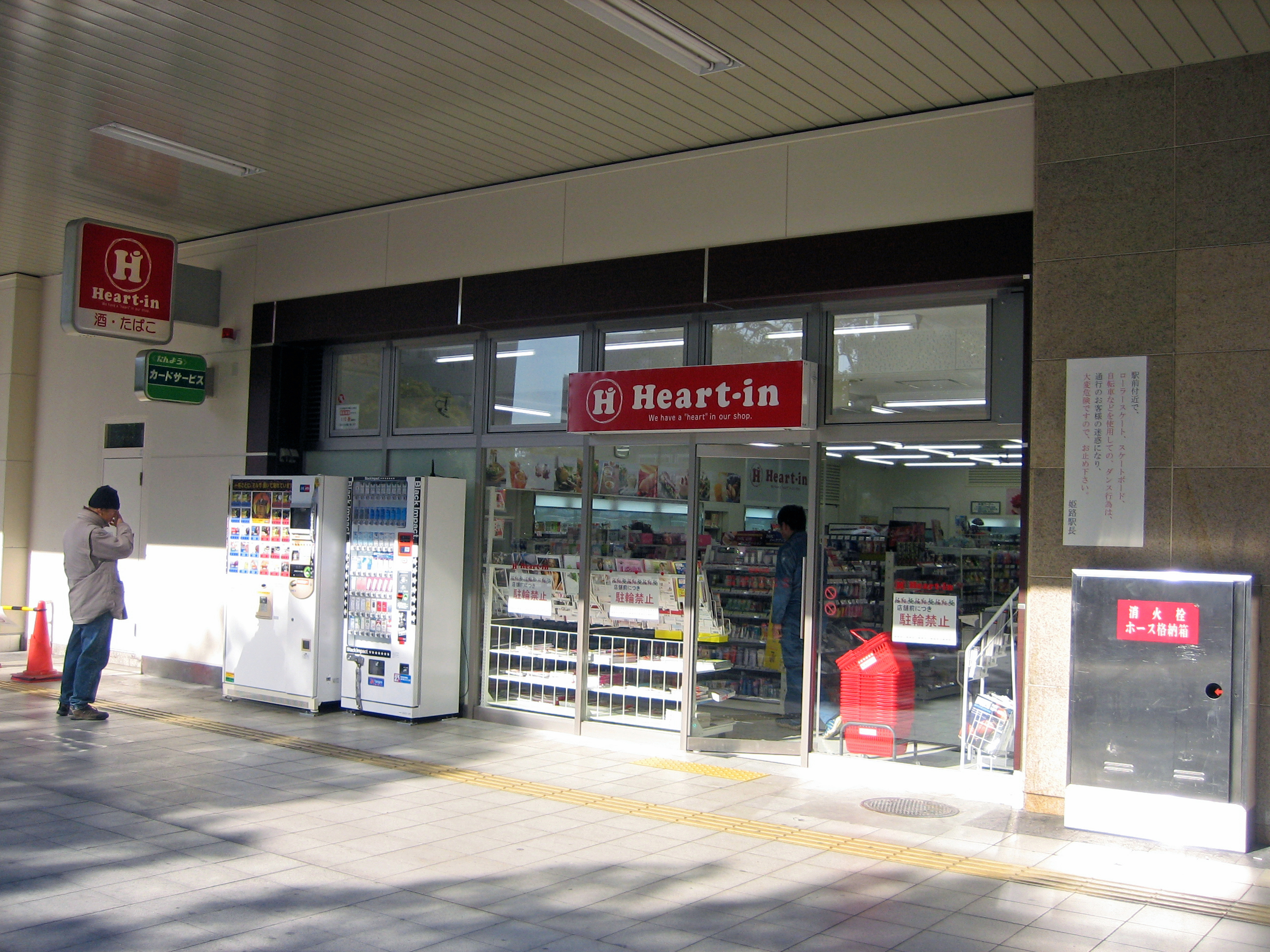
姫路駅南出入り口横にあったハート・インの店舗（2009年1月撮影、現在は「セブン-イレブン Heart･in」として営業中）

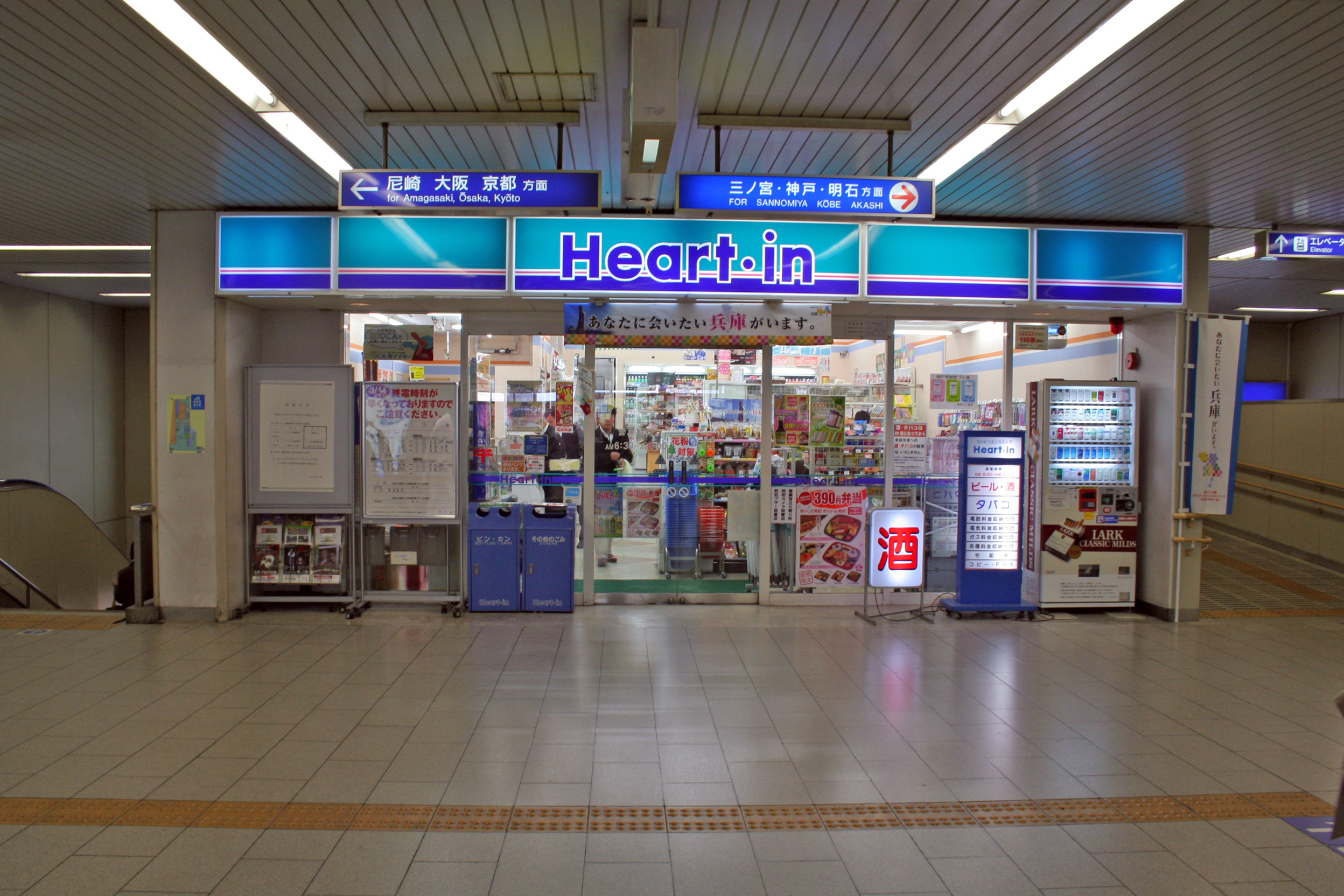
ハート・インの旧ロゴデザイン、住吉駅の店舗（2009年4月撮影、現在は「セブン-イレブン Heart･in」として営業中）

ハート・イン (Heart・in) とはジェイアール西日本デイリーサービスネット (JRDSN) とその子会社が西日本旅客鉄道（JR西日本）管内で運営するコンビニエンスストアのブランド名。
元々旧ジェイアール西日本リーテックスが運営していたが、旧西日本キヨスクと合併しジェイアール西日本デイリーサービスネットとなった際に旧西日本キヨスクの支店エリア（JR西日本の各支社エリアとほぼ一致する）ごとに分社化され現在はこの各社により運営されている。店舗は運営会社生い立ちの関係から、原則的に駅構内や駅前に立地するが、JR西日本の駅から離れた肥後橋店やJR西日本の子会社が建設したマンション内やホテル内に設置された店舗などもある。
小型コンビニ業態（いわゆるサテライト店舗）は「デイリーイン」のブランドを用いていたが、2012年11月1日から近畿圏の店舗が「ハート・イン」ブランドに統一され、同時に「ハート・イン」のロゴデザインが変更された。
さらにセブン-イレブン・ジャパンとのフランチャイズ契約により、2014年から「セブン-イレブン ハートイン (Heart･in)」に順次ブランド転換されることとなり、現在では全店舗のブランド転換が完了したことで、事実上ハートインは消滅している。本項では転換後の同ブランドについても記述する。

## 特徴
店舗の形態や取り扱い商品は一般的な街中のコンビニとほぼ同じであるが、駅構内ということから土産物などを扱う店舗や旧国鉄時代の物資部店舗からの流れで鉄道職員を主な対象として時計などを取り扱う店舗が存在したこともある（1990年代の金沢駅店など）。駅構内ということと駅営業時間に合わせて、24時間営業の店舗はごく僅かである。
2005年（平成17年）10月からICOCA電子マネー機能による商品購入サービスが始まった。大阪駅からはじまり、ハート・インおよびデイリーインのうちデイリーイン福知山を除く京阪神地区全店と広島・岡山地区の一部主要駅店舗、福岡地区の一部主要駅店舗で利用が可能となった。また、ハート・インの大阪店・尼崎駅前店・金沢店、デイリーインの福山新幹線店、特定の複合店などでは一部のクレジットカードが利用でき、J-WESTカード使用時にはJ-WESTポイントが2〜6倍（店舗、カード種類による）となった。
2014年以降、セブン-イレブン･ジャパンとの業務提携（事実上、セブン-イレブンのフランチャイジー化）により、「セブン-イレブン ハートイン (Heart･in)」（セブン-イレブンへの転換店舗は「セブン-イレブン ハートイン○○店」となり、中黒が入らない）に順次転換されることとなった。その後、2017年9月に鳥取駅構内の「ハート・イン鳥取店」がブランド転換のため休業し、同年11月には「セブン-イレブン ハートインJR鳥取駅店」としてリニューアルオープンしたことにより、ハート・イン全店舗のブランド転換が完了している。転換後の店舗は、既存のセブン-イレブン店舗に準じたサービス内容となり、nanacoや各種クレジットカードでの決済が可能となっている他、セブン銀行のATMも設置されている。この他、デイリーインおよびJR西日本管内のキヨスク（駅売店）についてもセブン-イレブン系の店舗（「セブン-イレブン ハートイン (Heart･in)」および「セブン-イレブン キヨスク (Kiosk)」）に順次転換しているが、倉吉駅構内にあった最後のデイリーイン店舗がブランド転換のため2018年10月に閉店したことにより、同ブランドの店舗は完全に消滅している。
なお、ジェイアール西日本デイリーサービスネットまたはその子会社による運営であっても、JR西日本の駅や関連施設に隣接しない市中の店舗については、「ハートイン」の付かない通常の「セブン-イレブン」として運営を行っている（京都四条堀川店やさくら夙川店など）。

## 沿革
- 1987年（昭和62年）6月 - 西日本キヨスクとハートアンドアクションリーテイル[注 3]（後にジェイアール西日本リーテックスに改称）が設立される[4]。
- 2000年（平成12年）4月1日 - JR西日本の物販・飲食事業を行っている子会社が再編成される。西日本キヨスクとジェイアール西日本リーテックスが合併し、ジェイアール西日本デイリーサービスネットとなる[1]。
  - 同時に近畿圏以外の物販･飲食部門をJR西日本の支社エリアに合わせる形で5つに分社化・運営委託される。
- 2012年（平成24年）11月1日 - 近畿圏の「デイリーイン」が「ハート・イン」ブランドに統一[1]されるとともに、ロゴデザインが変更される[2]。
- 2014年（平成26年）3月27日 - 当ブランドを運営するジェイアール西日本デイリーサービスネットおよび親会社のJR西日本が、セブン-イレブン･ジャパンとの間で業務提携を結び（事実上セブン-イレブンのエリアフランチャイズ化）、JR西日本管内で展開しているハート・インやデイリーイン、キヨスクなどの既存売店（約500店舗）を今後5年間で「セブン-イレブン ハートイン (Heart･in)」および「セブン-イレブン キヨスク (Kiosk)」に順次転換していくと発表[5]。
- 2017年（平成29年）11月 - ハート・イン全店舗のブランド転換（「セブン-イレブン ハートイン (Heart･in)」化）が完了。

## 運営会社
- ジェイアール西日本デイリーサービスネット（主として近畿圏）
- ジェイアールサービスネット金沢
  - 同社管内ではハート・インと併用して独自の店舗ブランド「ステーションピット ちゃお」があった。原則としてキヨスクから転換したデイリーイン相当の小型店舗が中心だが、ハート・イン相当の店舗やキヨスク業態の店舗にもこの名称のところがあった（現在はすべてセブン-イレブンキヨスクに転換済み）。
- ジェイアールサービスネット岡山
- JR西日本山陰開発（旧：ジェイアールサービスネット米子）
- ジェイアールサービスネット広島
  - 無印のキヨスクはセブン-イレブン ハートインに転換済み。
- ジェイアールサービスネット福岡